# Samuel C. Armstrong

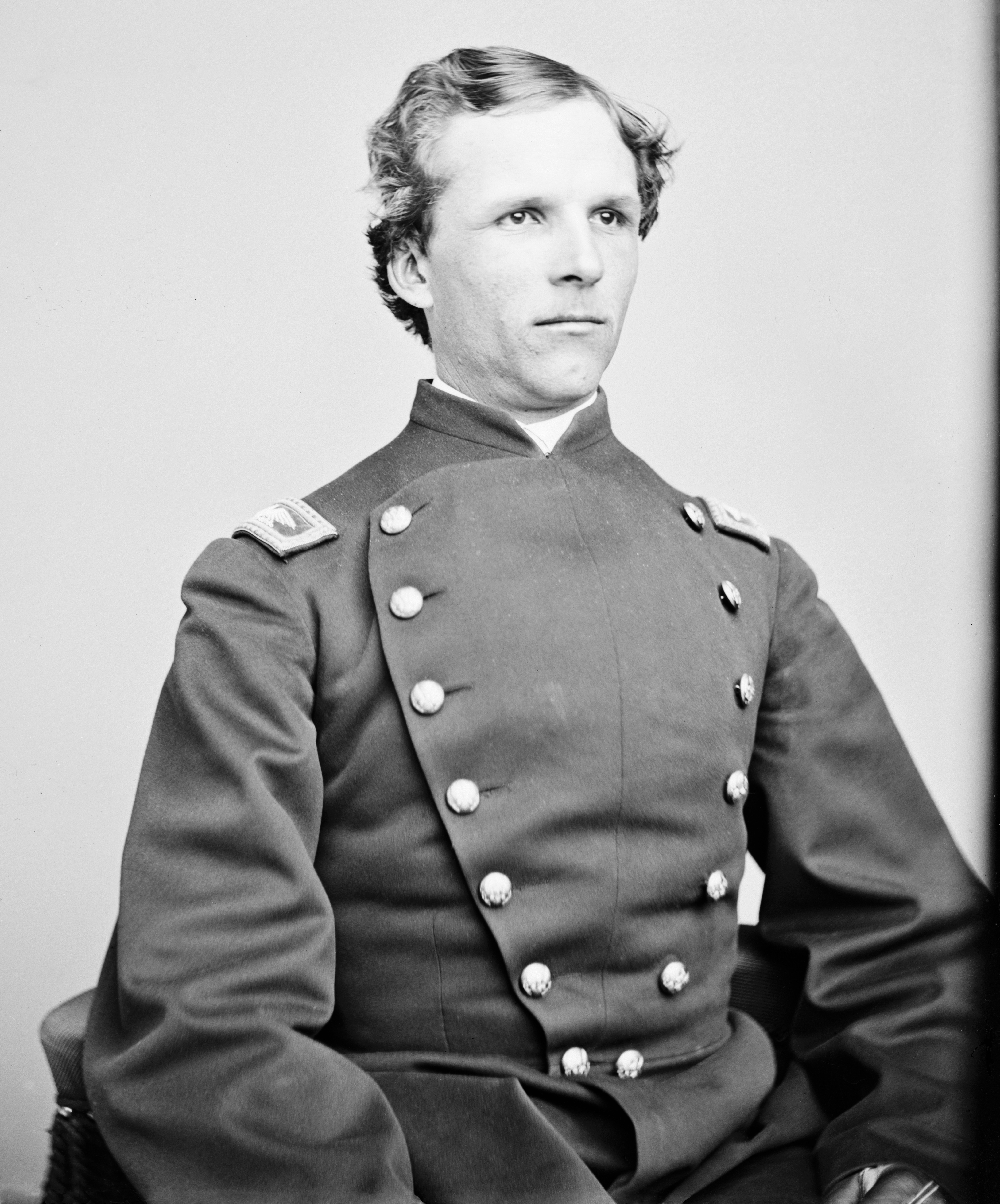
Samuel C. Armstrong

Samuel Chapman Armstrong (* 30. Januar 1839 in Wailuku, Hawaii; † 11. Mai 1893 in Hampton, Virginia) war ein US-amerikanischer General und Pädagoge.

## Leben
Armstrong war ein Sohn von Richard Armstrong und Clarissa Chapman Armstrong, die als christliche Missionare im Königreich Hawaii aktiv waren. Er war der jüngste dreier Söhne und das fünfte von acht Kindern, die das Säuglingsalter überleben. Sein älterer Bruder war William Nevins Armstrong, der wie sein Vater bedeutende Posten in der Regierung Hawaiis innehaben würde. Er besucht die Punahou School in Honolulu, das Oahu College und das Williams College. Unter dem Einfluss seines Vaters, der der Bildungsminister des Königreich Hawaiis war, und Mark Hopkins, dem Leiter des Williams College, entwickelte sich in ihm ein Interesse an der Pädagogik. 1887 verlieh ihm das Williams College und 1889 die Harvard University einen LLD.
Armstrong lehnte als Abolitionist die sklavenhaltenden Konföderierten Staaten ab und trat im Rahmen des Amerikanischen Bürgerkriegs der U. S. Army als Captain der 125th New York Infantry bei. Er wurde im September 1862 in der Schlacht um Harpers Ferry gefangen genommen und im Dezember wieder freigelassen. Nach der Schlacht von Gettysburg wurde er zum Major befördert. Ende 1863 stieg er zum Lieutenant Colonel und im November 1864 zum Colonel bei den United States Colored Troops auf. Am Ende des Bürgerkriegs hatte er den Brevet-Rang Brigadier General inne. Von 1866 bis 1868 arbeitete Armstrong für das Freedmen’s Bureau. Ein Problem des Büros war die hohe Anzahl obdachloser Freedmen. Armstrong meinte, man solle sie zur Arbeit auf den Plantagen nötigen. Zwar sah er sich dazu verpflichtet, die Schwarzen zu schützen und zu fördern, betrachtete sie allerdings als gegenüber den Weißen minderwertig (vgl. White Supremacy). Das beste Mittel, sie zu fördern, sei durch ihre Bildung.
Zu diesem Zwecke gründete er mit der Hilfe der American Missionary Association 1868 das Hampton Normal and Agricultural Institute, die heutige Hampton University. An dieser sollte den Schwarzen Hilfe zur Selbsthilfe geboten werden. Die meisten Studenten würden später einen Lehrberuf innehaben, doch waren unter den Absolventen auch Ärzte, Anwälte und Politiker. Der wohl bekannteste war einer der frühesten Anführer der Afroamerikaner, Booker T. Washington. Im Curriculum wurde ein Fokus auf praktisches Wissen gelegt. Es wurde Englisch, Mathematik, Erdkunde, grundlegende Naturwissenschaften und Geschichte unterrichtet. Auch Afrikanische Geschichte wurde thematisiert, obwohl über sie in der anglo-amerikanischen Welt nicht viel bekannt war. Außerdem mussten alle Studenten auf dem schulischen Bauernhof oder in einer Werkstatt arbeiten. Die Schule würde koedukativ sein, um schwarze Familienbildung zu fördern. Kritiker bemängelten, dass so unter den Schwarzen ihr gesellschaftlicher Status als Arbeiter verstärkt werde. Der Historiker Robert Francis Engs schließt sich ihnen zwar eingeschränkt an, betont jedoch, dass diese Entscheidung teils aus Geldnot getätigt wurde. Außerdem waren Schulen für Schwarze oft nur die Hälfte des Jahres offen, weshalb Lehrer einen Zweitberuf ausüben müssten. Man müsse Armstrong dafür loben, das Fundament für eine noch heute anerkannte schwarze Universität gelegt zu haben.
Ab 1878 öffnete Armstrong Hampton auch Indianern. Da dadurch auch die Kosten wuchsen, fokussierte er sich auf das Spendensammeln. Dazu übertrug er seinen Assistenten mehrere seiner Zuständigkeiten. Besonders unter den Philanthropen der Nordstaaten hatte er damit Erfolg. Diese zwangen ihn jedoch, den Fokus von akademischen Fächern noch mehr auf praktische Ausbildung zu verlagern. Seine Arbeit für die Schule stresste ihn so sehr, dass er 1891 einen Schlaganfall erlitt und zwei Jahre später an einem zweiten verstarb.
Armstrong heiratete 1869 seine erste Frau Emma Dean Walker, die nach lang anhaltenden Krankheiten 1878 verstarb. Sie hatten zwei Töchter, Louise H. Armstrong und Edith E. Armstrong. Mit seiner zweiten Frau Mary Alice Ford, die er 1890 geheiratet hatte, hatte er zwei Kinder, Daniel Armstrong und Margaret Armstrong. Viele seiner Nachkommen würden am Hampton Institute beteiligt sein.